# Babakotia
Babakotia là một chi vượn cáo có kích thước vừa, hay linh trưởng mũi ướt, từng sinh sống ở Madagascar chỉ có một loài duy nhất, Babakotia radofilai. Cùng với Palaeopropithecus, Archaeoindris, và Mesopropithecus, chi này tạo nên họ Palaeopropithecidae. Tên gọi Babakotia xuất phát từ tên Malagasy nghĩa là indri, babakoto, mà tất cả các loài trong họ này đều có quan hệ gần gũi. Do sự kết hợp giữa các đặc điểm hình thái cho thấy các giai đoạn trung gian giữa những con vượn lười nhỏ và di chuyển chậm, nó đã giúp xác định mối quan hệ giữa cả hai nhóm và liên quan chặt chẽ và tuyệt chủng khỉ vượn cáo.

## Phân bố và sinh thái
Giống như tất cả các loài vượn cáo khác, Babakotia radofilai là loài đặc hữu Madagascar. Phần còn lại của nó chỉ được tìm thấy trong hang đá vôi tại khối núi Ankarana trong Khu bảo tồn Ankarana và Anjohibe, cho thấy một dải ngang qua cực bắc và tây bắc của đảo. Phạm vi hạn chế của loài linh trưởng này, đặc biệt trong thời gian khi phần lớn hòn đảo bị bỏ trống trong rừng, có thể là do tính đặc trưng của môi trường sống, loại trừ hoặc một số yếu tố không xác định khác. xuất hiện cùng nhau với Palaeopropithecus maximus và Mesopropithecus dolichobrachion.